# Pselliophora bicolor
Pselliophora bicolor är en tvåvingeart som beskrevs av Edwards 1925. Pselliophora bicolor ingår i släktet Pselliophora och familjen storharkrankar. Inga underarter finns listade i Catalogue of Life.